# Copris costaricensis
Copris costaricensis är en skalbaggsart som beskrevs av Charles Joseph Gahan 1894. Copris costaricensis ingår i släktet Copris och familjen bladhorningar. Utöver nominatformen finns också underarten C. c. dolichocerus.